# Шуклин, Владимир Николаевич
Влади́мир Никола́евич Шукли́н (род. 20 марта 1973 года) — российский  хоккеист.

## Биография
Воспитанник хоккейной школы глазовского клуба «Прогресс» (первый тренер Н. Трефилов), в котором и начал профессиональную карьеру в 1993 году.
В сезоне 1994/1995 играл в составе клуба Межнациональной хоккейной лиги ЦСК ВВС из Самары. В дальнейшем выступал в клубах высшей и первой лиг России — кирово-чепецкой «Олимпии» (1996—2003) и в родном «Прогрессе» (2002—2007).